# Oscar de la meilleure création de costumes

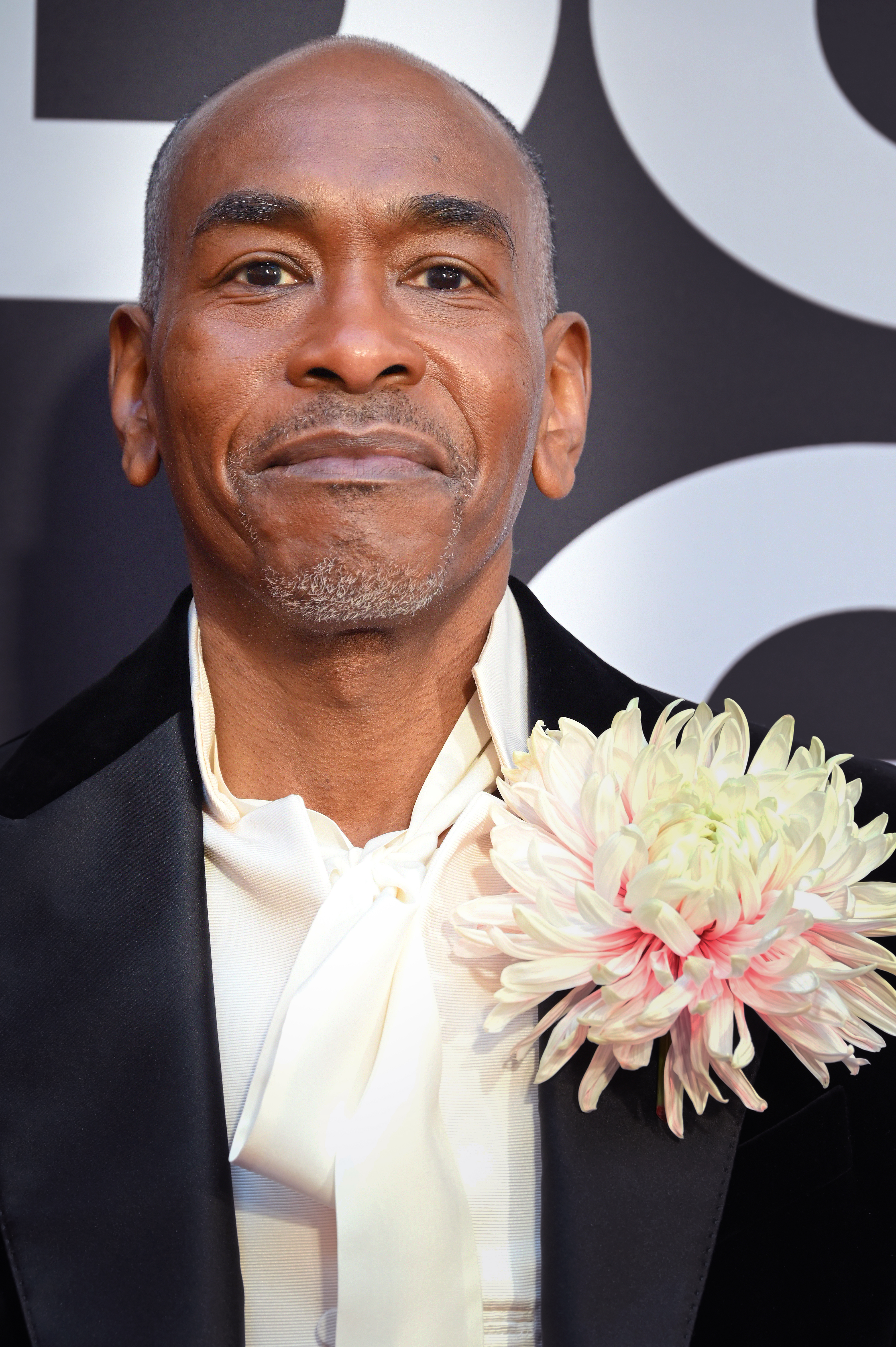
Paul Tazewell est le plus récent récipiendaire de l'Oscar, récompensé lors de la 97e cérémonie des Oscars pour son travail sur Wicked.

L'Oscar de la meilleure création de costumes (Academy Award for Best Costume Design) est une récompense cinématographique américaine décernée chaque année, depuis 1949 par l'Academy of Motion Picture Arts and Sciences (AMPAS), laquelle décerne également tous les autres Oscars.

## Introduction
Ce prix récompense le meilleur créateur de costumes pour un film de l'année écoulée.
À l'origine, la catégorie était divisée en deux : Meilleure création de costumes pour un film en noir et blanc et Meilleure création de costumes pour un film en couleurs, exception faite des années 1958 et 1959 où une seule récompense fut décernée. Les deux catégories furent définitivement fusionnées à partir de 1968. Les nominations sont fixées au nombre de 5 (dans chaque catégorie) depuis 1952.
Il est souvent lié à l'Oscar de la meilleure direction artistique qui récompense le meilleur directeur artistique, responsable de l'aspect visuel, esthétique et artistique d'un film et qui supervise entre autres à ce titre le travail des décorateurs, costumiers et accessoiristes.

### Époque des costumes
Indiewire déclare que la branche des costumiers est beaucoup plus libre que les autres catégories et n'hésitent pas à récompenser des films qui n'ont pas marché au box-office ou avec une côte critique mitigée. Même si on remarque que les costumes des films fantastiques ou d'époques sont plus privilégiés que les films contemporains.
La Costume Designers Guild remarqua que lorsqu'il existait la distinction entre les films en noir et blanc et les films en couleurs, la première catégorie récompensa très souvent des films contemporains. Sinon, la catégorie des films en couleurs et la catégorie unifiée depuis 1968 privilégie très majoritairement les films épiques, musicals, fantastiques et d'époque (en).

## Palmarès
Note : L'année indiquée est celle de la cérémonie, récompensant les films sortis au cours de l'année précédente. Les lauréats sont indiqués en tête de chaque catégorie et en caractères gras.

### Années 1940–1950
| Année | Noir et blanc                              | Noir et blanc                     | Couleur                                 | Couleur                                                                |
| Année | Film                                       | Costumier(s)                      | Film                                    | Costumier(s)                                                           |
| ----- | ------------------------------------------ | --------------------------------- | --------------------------------------- | ---------------------------------------------------------------------- |
| 1949  | Hamlet                                     | Roger K. Furse                    | Jeanne d'Arc                            | Dorothy Jeakins, Barbara Karinska                                      |
| 1949  | L'Indomptée                                | Irene Lentz                       | La Valse de l'empereur                  | Edith Head, Gile Steele                                                |
| 1950  | L'Héritière                                | Edith Head, Gile Steele           | Les Aventures de don Juan               | Leah Rhodes, William Travilla, Marjorie Best                           |
| 1950  | Échec à Borgia                             | Vittorio Nino Novarese            | Maman est étudiante                     | Kay Nelson                                                             |
| 1951  | Ève                                        | Edith Head, Charles Le Maire      | Samson et Dalila                        | Edith Head, Dorothy Jeakins, Elois Jenssen, Gile Steele, Gwen Wakeling |
| 1951  | Comment l'esprit vient aux femmes          | Jean-Louis Berthault              | La Dynastie des Forsyte                 | Walter Plunkett, Arlington Valles                                      |
| 1951  | The Magnificent Yankee                     | Walter Plunkett                   | La Rose noire                           | Michael Whittaker                                                      |
| 1952  | Une place au soleil                        | Edith Head                        | Un Américain à Paris                    | Orry-Kelly, Walter Plunkett, Irene Sharaff                             |
| 1952  | Agence Cupidon                             | Charles Le Maire, Renie Conley    | Les Contes d'Hoffmann                   | Hein Heckroth                                                          |
| 1952  | Femme en péril                             | Walter Plunkett, Gile Steele      | David et Bethsabée                      | Charles Le Maire, Edward Stevenson                                     |
| 1952  | Le Moineau de la Tamise                    | Edward Stevenson, Margaret Furse  | Le Grand Caruso                         | Helen Rose, Gile Steele                                                |
| 1952  | Un tramway nommé Désir                     | Lucinda Ballard                   | Quo Vadis                               | Herschel McCoy                                                         |
| 1953  | Les Ensorcelés                             | Helen Rose                        | Moulin Rouge                            | Marcel Vertès                                                          |
| 1953  | L'Affaire de Trinidad                      | Jean-Louis Berthault              | Hans Christian Andersen et la Danseuse  | Antoni Clavé, Mary Wills, Barbara Karinska                             |
| 1953  | Un amour désespéré                         | Edith Head                        | Sous le plus grand chapiteau du monde   | Edith Head, Dorothy Jeakins, Miles White                               |
| 1953  | Ma cousine Rachel                          | Charles Le Maire, Dorothy Jeakins | Un refrain dans mon cœur                | Charles Le Maire                                                       |
| 1953  | Le Masque arraché                          | Sheila O'Brien                    | La Veuve joyeuse                        | Helen Rose, Gile Steele                                                |
| 1954  | Vacances romaines                          | Edith Head                        | La Tunique                              | Charles Le Maire, Emile Santiago                                       |
| 1954  | The Actress                                | Walter Plunkett                   | Appelez-moi Madame                      | Irene Sharaff                                                          |
| 1954  | La Femme rêvée                             | Helen Rose, Herschel McCoy        | Comment épouser un millionnaire         | Charles Le Maire, William Travilla                                     |
| 1954  | Le Général invincible                      | Charles Le Maire, Renie Conley    | La Reine vierge                         | Walter Plunkett                                                        |
| 1954  | Tant qu'il y aura des hommes               | Jean-Louis Berthault              | Tous en scène                           | Mary Ann Nyberg                                                        |
| 1955  | Sabrina                                    | Edith Head                        | La Porte de l'enfer                     | Sanzō Wada                                                             |
| 1955  | Madame de...                               | Georges Annenkov, Rosine Delamare | Brigadoon                               | Irene Sharaff                                                          |
| 1955  | La Tour des ambitieux                      | Helen Rose                        | Désirée                                 | Charles Le Maire, René Hubert                                          |
| 1955  | Station Terminus                           | Christian Dior                    | La Joyeuse Parade                       | Charles Le Maire, William Travilla, Miles White                        |
| 1955  | Une femme qui s'affiche                    | Jean-Louis Berthault              | Une étoile est née                      | Jean-Louis Berthault, Mary Ann Nyberg, Irene Sharaff                   |
| 1956  | Une femme en enfer                         | Helen Rose                        | La Colline de l'adieu                   | Charles Le Maire                                                       |
| 1956  | Les Contes de la lune vague après la pluie | Tadaoto Kainoshō                  | Blanches colombes et vilains messieurs  | Irene Sharaff                                                          |
| 1956  | The Pickwick Papers                        | Beatrice Dawson                   | Mélodie interrompue                     | Helen Rose                                                             |
| 1956  | La Rose tatouée                            | Edith Head                        | La Main au collet                       | Edith Head                                                             |
| 1956  | Une femme diabolique                       | Jean-Louis Berthault              | Le Seigneur de l'aventure               | Charles Le Maire, Mary Wills                                           |
| 1957  | Une Cadillac en or massif                  | Jean-Louis Berthault              | Le Roi et moi                           | Irene Sharaff                                                          |
| 1957  | L'Enfant du divorce                        | Charles Le Maire, Mary Wills      | Les Dix Commandements                   | Edith Head, Ralph Jester, John Jenson, Dorothy Jeakins, Arnold Friberg |
| 1957  | Les Grands de ce monde                     | Helen Rose                        | Géant                                   | Moss Mabry, Marjorie Best                                              |
| 1957  | Les Sept Samouraïs                         | Kōhei Ezaki                       | Guerre et Paix                          | Maria De Matteis                                                       |
| 1957  | Un magnifique salaud                       | Edith Head                        | Le Tour du monde en quatre-vingts jours | Miles White                                                            |
| Année | Film                                       | Film                              | Costumier(s)                            | Costumier(s)                                                           |
| 1958  | Les Girls                                  | Les Girls                         | Orry-Kelly                              | Orry-Kelly                                                             |
| 1958  | L'Arbre de vie                             | L'Arbre de vie                    | Walter Plunkett                         | Walter Plunkett                                                        |
| 1958  | La Blonde ou la Rousse                     | La Blonde ou la Rousse            | Jean-Louis Berthault                    | Jean-Louis Berthault                                                   |
| 1958  | Drôle de frimousse                         | Drôle de frimousse                | Edith Head, Hubert de Givenchy          | Edith Head, Hubert de Givenchy                                         |
| 1958  | Elle et lui                                | Elle et lui                       | Charles Le Maire                        | Charles Le Maire                                                       |
| 1959  | Gigi                                       | Gigi                              | Cecil Beaton                            | Cecil Beaton                                                           |
| 1959  | L'Adorable voisine                         | L'Adorable voisine                | Jean-Louis Berthault                    | Jean-Louis Berthault                                                   |
| 1959  | Les Boucaniers                             | Les Boucaniers                    | Ralph Jester, Edith Head, John Jensen   | Ralph Jester, Edith Head, John Jensen                                  |
| 1959  | Comme un torrent                           | Comme un torrent                  | Walter Plunkett                         | Walter Plunkett                                                        |
| 1959  | Un certain sourire                         | Un certain sourire                | Charles Le Maire, Mary Wills            | Charles Le Maire, Mary Wills                                           |

### Années 1960
| Année | Noir et blanc                     | Noir et blanc                      | Couleur                               | Couleur                                             |
| Année | Film                              | Costumier(s)                       | Film                                  | Costumier(s)                                        |
| ----- | --------------------------------- | ---------------------------------- | ------------------------------------- | --------------------------------------------------- |
| 1960  | Certains l'aiment chaud           | Orry-Kelly                         | Ben-Hur                               | Elizabeth Haffenden                                 |
| 1960  | Ce monde à part                   | Howard Shoup                       | Millionnaire de cinq sous             | Edith Head                                          |
| 1960  | En lettres de feu                 | Edith Head                         | Porgy and Bess                        | Irene Sharaff                                       |
| 1960  | Le Journal d'Anne Frank           | Charles Le Maire, Mary Wills       | Rien n'est trop beau                  | Adele Palmer                                        |
| 1960  | Un mort récalcitrant              | Helen Rose                         | Simon le pêcheur                      | Renie Conley                                        |
| 1961  | Voulez-vous pêcher avec moi ?     | Edith Head, Edward Stevenson       | Spartacus                             | Valles, Bill Thomas                                 |
| 1961  | La Chute d'un caïd                | Howard Shoup                       | Can-Can                               | Irene Sharaff                                       |
| 1961  | Jamais le dimanche                | Theoni V. Aldredge, Deni Vachlioti | Pepe                                  | Edith Head                                          |
| 1961  | Les Sept Voleurs                  | Bill Thomas                        | Piège à minuit                        | Irene Lentz                                         |
| 1961  | La Source                         | Marik Vos-Lundh                    | Sunrise at Campobello                 | Marjorie Best                                       |
| 1962  | La dolce vita                     | Piero Gherardi                     | West Side Story                       | Irene Sharaff                                       |
| 1962  | Claudelle Inglish                 | Howard Shoup                       | Au rythme des tambours fleuris        | Irene Sharaff                                       |
| 1962  | Le Garde du corps                 | Yoshirō Muraki                     | Babes in Toyland                      | Bill Thomas                                         |
| 1962  | Jugement à Nuremberg              | Jean-Louis Berthault               | Histoire d'un amour                   | Jean-Louis Berthault                                |
| 1962  | La Rumeur                         | Dorothy Jeakins                    | Milliardaire pour un jour             | Edith Head, Walter Plunkett                         |
| 1963  | Qu'est-il arrivé à Baby Jane ?    | Norma Koch                         | Les Amours enchantées                 | Mary Wills                                          |
| 1963  | L'Homme qui tua Liberty Valance   | Edith Head                         | Bon voyage !                          | Bill Thomas                                         |
| 1963  | Le Jour du vin et des roses       | Donfeld                            | Gypsy, vénus de Broadway              | Orry-Kelly                                          |
| 1963  | Miracle en Alabama                | Ruth Morley                        | Ma geisha                             | Edith Head                                          |
| 1963  | Phaedra                           | Deni Vachlioti                     | The Music Man                         | Dorothy Jeakins                                     |
| 1964  | Huit et demi                      | Piero Gherardi                     | Cléopâtre                             | Irene Sharaff, Vittorio Nino Novarese, Renie Conley |
| 1964  | Le Divan de l'infidélité          | Edith Head                         | Le Cardinal                           | Donald Brooks                                       |
| 1964  | Les Loups et l'Agneau             | William Travilla                   | La Conquête de l'Ouest                | Walter Plunkett                                     |
| 1964  | Le Tumulte                        | Bill Thomas                        | La Fille à la casquette               | Edith Head                                          |
| 1964  | Une certaine rencontre            | Edith Head                         | Le Guépard                            | Piero Tosi                                          |
| 1965  | La Nuit de l'iguane               | Dorothy Jeakins                    | My Fair Lady                          | Cecil Beaton                                        |
| 1965  | Chut... chut, chère Charlotte     | Norma Koch                         | Becket                                | Margaret Furse                                      |
| 1965  | Kisses for My President           | Howard Shoup                       | Madame Croque-maris                   | Edith Head, Moss Mabry                              |
| 1965  | La Maison de madame Adler         | Edith Head                         | Mary Poppins                          | Tony Walton                                         |
| 1965  | La Rancune                        | René Hubert                        | La Reine du Colorado                  | Morton Haack                                        |
| 1966  | Darling chérie                    | Julie Harris                       | Le Docteur Jivago                     | Phyllis Dalton                                      |
| 1966  | À corps perdu                     | Howard Shoup                       | Daisy Clover                          | Edith Head, Bill Thomas                             |
| 1966  | Morituri                          | Moss Mabry                         | L'Extase et l'Agonie                  | Vittorio Nino Novarese                              |
| 1966  | La Nef des fous                   | Bill Thomas, Jean-Louis Berthault  | La Mélodie du bonheur                 | Dorothy Jeakins                                     |
| 1966  | Trente Minutes de sursis          | Edith Head                         | La Plus Grande Histoire jamais contée | Vittorio Nino Novarese, Marjorie Best               |
| 1967  | Qui a peur de Virginia Woolf ?    | Irene Sharaff                      | Un homme pour l'éternité              | Elizabeth Haffenden                                 |
| 1967  | Énigme à 4 inconnues              | Helen Rose                         | Hawaï                                 | Dorothy Jeakins                                     |
| 1967  | L'Évangile selon saint Matthieu   | Danilo Donati                      | Juliette des esprits                  | Piero Gherardi                                      |
| 1967  | La Mandragore                     | Danilo Donati                      | La Statue en or massif                | Edith Head                                          |
| 1967  | Morgan                            | Jocelyn Rickards                   | Un hold-up extraordinaire             | Jean-Louis Berthault                                |
| Année | Film                              | Film                               | Costumier(s)                          | Costumier(s)                                        |
| 1968  | Camelot                           | Camelot                            | John Truscott                         | John Truscott                                       |
| 1968  | Bonnie et Clyde                   | Bonnie et Clyde                    | Theadora Van Runkle                   | Theadora Van Runkle                                 |
| 1968  | La Mégère apprivoisée             | La Mégère apprivoisée              | Danilo Donati, Irene Sharaff          | Danilo Donati, Irene Sharaff                        |
| 1968  | Millie                            | Millie                             | Jean-Louis Berthault                  | Jean-Louis Berthault                                |
| 1968  | Le Plus Heureux des milliardaires | Le Plus Heureux des milliardaires  | Bill Thomas                           | Bill Thomas                                         |
| 1969  | Roméo et Juliette                 | Roméo et Juliette                  | Danilo Donati                         | Danilo Donati                                       |
| 1969  | Le Lion en hiver                  | Le Lion en hiver                   | Margaret Furse                        | Margaret Furse                                      |
| 1969  | Oliver !                          | Oliver !                           | Phyllis Dalton                        | Phyllis Dalton                                      |
| 1969  | La Planète des singes             | La Planète des singes              | Morton Haack                          | Morton Haack                                        |
| 1969  | Star!                             | Star!                              | Donald Brooks                         | Donald Brooks                                       |

### Années 1970
| Année | Film                                     | Costumier(s)                          |
| ----- | ---------------------------------------- | ------------------------------------- |
| 1970  | Anne des mille jours                     | Margaret Furse                        |
| 1970  | Gaily, Gaily                             | Ray Aghayan                           |
| 1970  | Hello, Dolly !                           | Irene Sharaff                         |
| 1970  | On achève bien les chevaux               | Donfeld                               |
| 1970  | Sweet Charity                            | Edith Head                            |
| 1971  | Cromwell                                 | Vittorio Nino Novarese                |
| 1971  | Airport                                  | Edith Head                            |
| 1971  | Darling Lili                             | Jack Bear, Donald Brooks              |
| 1971  | Le Maître des îles                       | Bill Thomas                           |
| 1971  | Scrooge                                  | Margaret Furse                        |
| 1972  | Nicolas et Alexandra                     | Yvonne Blake, Antonio Castillo        |
| 1972  | L'Apprentie sorcière                     | Bill Thomas                           |
| 1972  | Marie Stuart, Reine d'Écosse             | Margaret Furse                        |
| 1972  | Mort à Venise                            | Piero Tosi                            |
| 1972  | What's the Matter with Helen?            | Morton Haack                          |
| 1973  | Voyages avec ma tante                    | Anthony Powell                        |
| 1973  | L'Aventure du Poséidon                   | Paul Zastupnevich                     |
| 1973  | Les Griffes du lion                      | Anthony Mendleson                     |
| 1973  | Lady Sings the Blues                     | Ray Aghayan, Norma Koch, Bob Mackie   |
| 1973  | Le Parrain                               | Anna Hill Johnstone                   |
| 1974  | L'Arnaque                                | Edith Head                            |
| 1974  | Cris et Chuchotements                    | Marik Vos-Lundh                       |
| 1974  | Ludwig : Le Crépuscule des dieux         | Piero Tosi                            |
| 1974  | Nos plus belles années                   | Dorothy Jeakins, Moss Mabry           |
| 1974  | Tom Sawyer                               | Donfeld                               |
| 1975  | Gatsby le Magnifique                     | Theoni V. Aldredge                    |
| 1975  | Chinatown                                | Anthea Sylbert                        |
| 1975  | Le Crime de l'Orient-Express             | Tony Walton                           |
| 1975  | Daisy Miller                             | John Furness                          |
| 1975  | Le Parrain, 2e partie                    | Theadora Van Runkle                   |
| 1976  | Barry Lyndon                             | Milena Canonero, Ulla-Britt Söderlund |
| 1976  | La Flûte enchantée                       | Karin Erskine, Henny Noremark         |
| 1976  | Funny Lady                               | Ray Aghayan, Bob Mackie               |
| 1976  | L'Homme qui voulut être roi              | Edith Head                            |
| 1976  | On l'appelait Milady                     | Yvonne Blake, Ron Talsky              |
| 1977  | Le Casanova de Fellini                   | Danilo Donati                         |
| 1977  | En route pour la gloire                  | William Ware Theiss                   |
| 1977  | The Incredible Sarah                     | Anthony Mendleson                     |
| 1977  | The Passover Plot                        | Mary Wills                            |
| 1977  | Sherlock Holmes attaque l'Orient-Express | Alan Barrett                          |
| 1978  | Star Wars, épisode IV : Un nouvel espoir | John Mollo                            |
| 1978  | De l'autre côté de minuit                | Irene Sharaff                         |
| 1978  | Julia                                    | Anthea Sylbert                        |
| 1978  | Les Naufragés du 747                     | Edith Head, Burton Miller             |
| 1978  | Une petite musique de nuit               | Florence Klotz                        |
| 1979  | Mort sur le Nil                          | Anthony Powell                        |
| 1979  | Caravane                                 | Renie Conley                          |
| 1979  | L'Inévitable Catastrophe                 | Paul Zastupnevich                     |
| 1979  | Les Moissons du ciel                     | Patricia Norris                       |
| 1979  | The Wiz                                  | Tony Walton                           |

### Années 1980
| Année | Film                                         | Costumier(s)                   |
| ----- | -------------------------------------------- | ------------------------------ |
| 1980  | Que le spectacle commence                    | Albert Wolsky                  |
| 1980  | Agatha                                       | Shirley Russell                |
| 1980  | La Cage aux folles                           | Ambra Danon, Piero Tosi        |
| 1980  | Les Européens                                | Judy Moorcroft                 |
| 1980  | Les Joyeux Débuts de Butch Cassidy et le Kid | William Ware Theiss            |
| 1981  | Tess                                         | Anthony Powell                 |
| 1981  | Elephant Man                                 | Patricia Norris                |
| 1981  | Le Jour de la fin du monde                   | Paul Zastupnevich              |
| 1981  | Ma brillante carrière                        | Anna Senior                    |
| 1981  | Quelque part dans le temps                   | Jean-Pierre Dorléac            |
| 1982  | Les Chariots de feu                          | Milena Canonero                |
| 1982  | La Maîtresse du lieutenant français          | Tom Rand                       |
| 1982  | Tout l'or du ciel                            | Bob Mackie                     |
| 1982  | Ragtime                                      | Anna Hill Johnstone            |
| 1982  | Reds                                         | Shirley Russell                |
| 1983  | Gandhi                                       | Bhanu Athaiya, John Mollo      |
| 1983  | Le Choix de Sophie                           | Albert Wolsky                  |
| 1983  | La traviata                                  | Piero Tosi                     |
| 1983  | Tron                                         | Elois Jenssen, Rosanna Norton  |
| 1983  | Victor Victoria                              | Patricia Norris                |
| 1984  | Fanny et Alexandre                           | Marik Vos-Lundh                |
| 1984  | Marjorie                                     | Joe I. Tompkins                |
| 1984  | Pied au plancher                             | William Ware Theiss            |
| 1984  | Le Retour de Martin Guerre                   | Anne-Marie Marchand            |
| 1984  | Zelig                                        | Santo Loquasto                 |
| 1985  | Amadeus                                      | Theodor Pistek                 |
| 1985  | 2010 : L'Année du premier contact            | Patricia Norris                |
| 1985  | Les Bostoniennes                             | Jenny Beavan, John Bright      |
| 1985  | La Route des Indes                           | Judy Moorcroft                 |
| 1985  | Les Saisons du cœur                          | Ann Roth                       |
| 1986  | Ran                                          | Emi Wada                       |
| 1986  | La Couleur pourpre                           | Aggie Guerard Rodgers          |
| 1986  | L'Honneur des Prizzi                         | Donfeld                        |
| 1986  | Natty Gann                                   | Albert Wolsky                  |
| 1986  | Out of Africa                                | Milena Canonero                |
| 1987  | Chambre avec vue                             | Jenny Beavan, John Bright      |
| 1987  | Mission                                      | Enrico Sabbatini               |
| 1987  | Otello                                       | Anna Anni, Maurizio Millenotti |
| 1987  | Peggy Sue s'est mariée                       | Theadora Van Runkle            |
| 1987  | Pirates                                      | Anthony Powell                 |
| 1988  | Le Dernier Empereur                          | James Acheson                  |
| 1988  | Empire du soleil                             | Bob Ringwood                   |
| 1988  | Gens de Dublin                               | Dorothy Jeakins                |
| 1988  | Les Incorruptibles                           | Marilyn Vance-Straker          |
| 1988  | Maurice                                      | Jenny Beavan, John Bright      |
| 1989  | Les Liaisons dangereuses                     | James Acheson                  |
| 1989  | Meurtre à Hollywood                          | Patricia Norris                |
| 1989  | Tucker                                       | Milena Canonero                |
| 1989  | Un prince à New York                         | Deborah Nadoolman              |
| 1989  | Une poignée de cendre                        | Jane Robinson                  |

### Années 1990
| Année | Film                                     | Costumier(s)                |
| ----- | ---------------------------------------- | --------------------------- |
| 1990  | Henry V                                  | Phyllis Dalton              |
| 1990  | Les Aventures du baron de Münchhausen    | Gabriella Pescucci          |
| 1990  | Miss Daisy et son chauffeur              | Elizabeth McBride           |
| 1990  | Les Nuits de Harlem                      | Joe I. Tompkins             |
| 1990  | Valmont                                  | Theodor Pistek              |
| 1991  | Cyrano de Bergerac                       | Franca Squarciapino         |
| 1991  | Avalon                                   | Gloria Gresham              |
| 1991  | Danse avec les loups                     | Elsa Zamparelli             |
| 1991  | Dick Tracy                               | Milena Canonero             |
| 1991  | Hamlet                                   | Maurizio Millenotti         |
| 1992  | Bugsy                                    | Albert Wolsky               |
| 1992  | Barton Fink                              | Richard Hornung             |
| 1992  | La Famille Addams                        | Ruth Myers                  |
| 1992  | Hook ou la Revanche du Capitaine Crochet | Anthony Powell              |
| 1992  | Madame Bovary                            | Corinne Jorry               |
| 1993  | Dracula                                  | Eiko Ishioka                |
| 1993  | Avril enchanté                           | Sheena Napier               |
| 1993  | Malcolm X                                | Ruth E. Carter              |
| 1993  | Retour à Howards End                     | Jenny Beavan, John Bright   |
| 1993  | Toys                                     | Albert Wolsky               |
| 1994  | Le Temps de l'innocence                  | Gabriella Pescucci          |
| 1994  | La Leçon de piano                        | Janet Patterson             |
| 1994  | La Liste de Schindler                    | Anna B. Sheppard            |
| 1994  | Orlando                                  | Sandy Powell                |
| 1994  | Les Vestiges du jour                     | Jenny Beavan, John Bright   |
| 1995  | Priscilla, folle du désert               | Tim Chappel, Lizzy Gardiner |
| 1995  | Coups de feu sur Broadway                | Jeffrey Kurland             |
| 1995  | Maverick                                 | April Ferry                 |
| 1995  | Les Quatre Filles du docteur March       | Colleen Atwood              |
| 1995  | La reine Margot                          | Moidele Bickel              |
| 1996  | Le Don du roi                            | James Acheson               |
| 1996  | L'Armée des douze singes                 | Julie Weiss                 |
| 1996  | Braveheart                               | Charles Knode               |
| 1996  | Raison et Sentiments                     | Jenny Beavan, John Bright   |
| 1996  | Richard III                              | Shuna Harwood               |
| 1997  | Le Patient anglais                       | Ann Roth                    |
| 1997  | Des anges et des insectes                | Paul Brown                  |
| 1997  | Emma, l'entremetteuse                    | Ruth Myers                  |
| 1997  | Hamlet                                   | Alexandra Byrne             |
| 1997  | Portrait de femme                        | Janet Patterson             |
| 1998  | Titanic                                  | Deborah Lynn Scott          |
| 1998  | Les Ailes de la colombe                  | Sandy Powell                |
| 1998  | Amistad                                  | Ruth E. Carter              |
| 1998  | Kundun                                   | Dante Ferretti              |
| 1998  | Oscar et Lucinda                         | Janet Patterson             |
| 1999  | Shakespeare in Love                      | Sandy Powell                |
| 1999  | Beloved                                  | Colleen Atwood              |
| 1999  | Elizabeth                                | Alexandra Byrne             |
| 1999  | Pleasantville                            | Judianna Makovsky           |
| 1999  | Velvet Goldmine                          | Sandy Powell                |

### Années 2000
| Année | Film                                                 | Costumier(s)                     |
| ----- | ---------------------------------------------------- | -------------------------------- |
| 2000  | Topsy-Turvy                                          | Lindy Hemming                    |
| 2000  | Anna et le roi                                       | Jenny Beavan                     |
| 2000  | Sleepy Hollow                                        | Colleen Atwood                   |
| 2000  | Le Talentueux Mr Ripley                              | Gary Jones, Ann Roth             |
| 2000  | Titus                                                | Milena Canonero                  |
| 2001  | Gladiator                                            | Janty Yates                      |
| 2001  | 102 Dalmatiens                                       | Anthony Powell                   |
| 2001  | Le Grinch                                            | Rita Ryack                       |
| 2001  | Quills, la plume et le sang                          | Jacqueline West                  |
| 2001  | Tigre et Dragon                                      | Tim Yip                          |
| 2002  | Moulin Rouge                                         | Catherine Martin, Angus Strathie |
| 2002  | L'Affaire du collier                                 | Milena Canonero                  |
| 2002  | Gosford Park                                         | Jenny Beavan                     |
| 2002  | Harry Potter à l'école des sorciers                  | Judianna Makovsky                |
| 2002  | Le Seigneur des anneaux : La Communauté de l'anneau  | Ngila Dickson, Richard Taylor    |
| 2003  | Chicago                                              | Colleen Atwood                   |
| 2003  | Frida                                                | Julie Weiss                      |
| 2003  | Gangs of New York                                    | Sandy Powell                     |
| 2003  | Le Pianiste                                          | Anna B. Sheppard                 |
| 2003  | The Hours                                            | Ann Roth                         |
| 2004  | Le Seigneur des anneaux : Le Retour du roi           | Ngila Dickson, Richard Taylor    |
| 2004  | Le Dernier Samouraï                                  | Ngila Dickson                    |
| 2004  | La Jeune Fille à la perle                            | Dien van Straalen                |
| 2004  | Master and Commander : De l'autre côté du monde      | Wendy Stites                     |
| 2004  | Pur Sang, la légende de Seabiscuit                   | Judianna Makovsky                |
| 2005  | Aviator                                              | Sandy Powell                     |
| 2005  | Les Désastreuses Aventures des orphelins Baudelaire  | Colleen Atwood                   |
| 2005  | Neverland                                            | Alexandra Byrne                  |
| 2005  | Troie                                                | Bob Ringwood                     |
| 2005  | Ray                                                  | Sharen Davis                     |
| 2006  | Mémoires d'une geisha                                | Colleen Atwood                   |
| 2006  | Charlie et la Chocolaterie                           | Gabriella Pescucci               |
| 2006  | Madame Henderson présente                            | Sandy Powell                     |
| 2006  | Orgueil et Préjugés                                  | Jacqueline Durran                |
| 2006  | Walk the Line                                        | Arianne Phillips                 |
| 2007  | Marie-Antoinette                                     | Milena Canonero                  |
| 2007  | La Cité interdite                                    | Chung Man Yee                    |
| 2007  | Le Diable s'habille en Prada                         | Patricia Field                   |
| 2007  | Dreamgirls                                           | Sharen Davis                     |
| 2007  | The Queen                                            | Consolata Boyle                  |
| 2008  | Elizabeth : L'Âge d'or                               | Alexandra Byrne                  |
| 2008  | Across the Universe                                  | Albert Wolsky                    |
| 2008  | La Môme                                              | Marit Allen                      |
| 2008  | Reviens-moi                                          | Jacqueline Durran                |
| 2008  | Sweeney Todd : Le Diabolique Barbier de Fleet Street | Colleen Atwood                   |
| 2009  | The Duchess                                          | Michael O'Connor                 |
| 2009  | Australia                                            | Catherine Martin                 |
| 2009  | L'Étrange Histoire de Benjamin Button                | Jacqueline West                  |
| 2009  | Harvey Milk                                          | Danny Glicker                    |
| 2009  | Les Noces rebelles                                   | Albert Wolsky                    |

### Années 2010
| Année | Film                                     | Costumier(s)           |
| ----- | ---------------------------------------- | ---------------------- |
| 2010  | Victoria : Les Jeunes Années d'une reine | Sandy Powell           |
| 2010  | Bright Star                              | Janet Patterson        |
| 2010  | Coco avant Chanel                        | Catherine Leterrier    |
| 2010  | L'Imaginarium du docteur Parnassus       | Monique Prudhomme      |
| 2010  | Nine                                     | Colleen Atwood         |
| 2011  | Alice au pays des merveilles             | Colleen Atwood         |
| 2011  | Amore                                    | Antonella Cannarozzi   |
| 2011  | Le Discours d'un roi                     | Jenny Beavan           |
| 2011  | La Tempête                               | Sandy Powell           |
| 2011  | True Grit                                | Mary Zophres           |
| 2012  | The Artist                               | Mark Bridges           |
| 2012  | Anonymous                                | Lisy Christl           |
| 2012  | Hugo Cabret                              | Sandy Powell           |
| 2012  | Jane Eyre                                | Michael O'Connor       |
| 2012  | W.E.                                     | Arianne Phillips       |
| 2013  | Anna Karénine                            | Jacqueline Durran      |
| 2013  | Blanche-Neige                            | Eiko Ishioka           |
| 2013  | Blanche-Neige et le Chasseur             | Colleen Atwood         |
| 2013  | Lincoln                                  | Joanna Johnston        |
| 2013  | Les Misérables                           | Paco Delgado           |
| 2014  | Gatsby le Magnifique                     | Catherine Martin       |
| 2014  | American Bluff                           | Michael Wilkinson      |
| 2014  | The Grandmaster                          | William Chang Suk Ping |
| 2014  | The Invisible Woman                      | Michael O'Connor       |
| 2014  | Twelve Years a Slave                     | Patricia Norris        |
| 2015  | The Grand Budapest Hotel                 | Milena Canonero        |
| 2015  | Inherent Vice                            | Mark Bridges           |
| 2015  | Into the Woods                           | Colleen Atwood         |
| 2015  | Maléfique                                | Anna B. Sheppard       |
| 2015  | Mr. Turner                               | Jacqueline Durran      |
| 2016  | Mad Max: Fury Road                       | Jenny Beavan           |
| 2016  | Carol                                    | Sandy Powell           |
| 2016  | Cendrillon                               | Sandy Powell           |
| 2016  | Danish Girl                              | Paco Delgado           |
| 2016  | The Revenant                             | Jacqueline West        |
| 2017  | Les Animaux fantastiques                 | Colleen Atwood         |
| 2017  | Alliés                                   | Joanna Johnston        |
| 2017  | Florence Foster Jenkins                  | Consolata Boyle        |
| 2017  | Jackie                                   | Madeline Fontaine      |
| 2017  | La La Land                               | Mary Zophres           |
| 2018  | Phantom Thread                           | Mark Bridges           |
| 2018  | La Belle et la Bête                      | Jacqueline Durran      |
| 2018  | Confident royal                          | Consolata Boyle        |
| 2018  | La Forme de l'eau                        | Luis Sequiera          |
| 2018  | Les Heures sombres                       | Jacqueline Durran      |
| 2019  | Black Panther                            | Ruth E. Carter         |
| 2019  | La Ballade de Buster Scruggs             | Mary Zophres           |
| 2019  | La Favorite                              | Sandy Powell           |
| 2019  | Marie Stuart, reine d'Écosse             | Alexandra Byrne        |
| 2019  | Le Retour de Mary Poppins                | Sandy Powell           |

### Années 2020
| Année | Film                              | Costumier(s)                               |
| ----- | --------------------------------- | ------------------------------------------ |
| 2020  | Les Filles du docteur March       | Jacqueline Durran                          |
| 2020  | The Irishman                      | Sandy Powell, Christopher Peterson         |
| 2020  | Jojo Rabbit                       | Mayes C. Rubeo                             |
| 2020  | Joker                             | Mark Bridges                               |
| 2020  | Once Upon a Time… in Hollywood    | Arianne Phillips                           |
| 2021  | Le Blues de Ma Rainey             | Ann Roth                                   |
| 2021  | Emma.                             | Alexandra Byrne                            |
| 2021  | Mank                              | Trish Summerville                          |
| 2021  | Mulan                             | Bina Daigeler                              |
| 2021  | Pinocchio                         | Massimo Cantini Parrini                    |
| 2022  | Cruella                           | Jenny Beavan                               |
| 2022  | Cyrano                            | Massimo Cantini Parrini, Jacqueline Durran |
| 2022  | Dune                              | Jacqueline West, Bob Morgan                |
| 2022  | Nightmare Alley                   | Luis Sequiera                              |
| 2022  | West Side Story                   | Paul Tazewell                              |
| 2023  | Black Panther: Wakanda Forever    | Ruth E. Carter                             |
| 2023  | Babylon                           | Mary Zophres                               |
| 2023  | Elvis                             | Catherine Martin                           |
| 2023  | Everything Everywhere All at Once | Shirley Kurata                             |
| 2023  | Une robe pour Mrs. Harris         | Jenny Beavan                               |
| 2024  | Pauvres Créatures                 | Holly Waddington                           |
| 2024  | Barbie                            | Jacqueline Durran                          |
| 2024  | Killers of the Flower Moon        | Jacqueline West                            |
| 2024  | Napoléon                          | Janty Yates, Dave Crossman                 |
| 2024  | Oppenheimer                       | Ellen Mirojnick                            |
| 2025  | Wicked                            | Paul Tazewell                              |
| 2025  | Conclave                          | Lisy Christl                               |
| 2025  | Gladiator 2                       | Janty Yates, Dave Crossman                 |
| 2025  | Nosferatu                         | Linda Muir                                 |
| 2025  | Un parfait inconnu                | Arianne Phillips                           |

## Nominations multiples
Ce tableau liste les personnes ayant reçu plus d'une nomination à l'Oscar de la meilleure création de costumes, avec les éventuelles victoires marquées en gras et la liste des films nommés par ordre chronologique.
| Costumier               | Nominations | Victoires | Films |
| ----------------------- | ----------- | --------- | --- |
| Edith Head              | 35          | 8         | - La Valse de l'empereur - L'Héritière - Ève - Samson et Dalila - Une place au soleil - Un amour désespéré - Sous le plus grand chapiteau du monde - Vacances romaines - Sabrina - La Rose tatouée - La Main au collet - Un magnifique salaud - Les Dix Commandements - Drôle de frimousse - Les Boucaniers - En lettres de feu - Millionnaire de cinq sous - Voulez-vous pêcher avec moi ? - Pepe - Milliardaire pour un jour - L'Homme qui tua Liberty Valance - Ma geisha - Le Divan de l'infidélité - Une certaine rencontre - La Fille à la casquette - La Maison de madame Adler - Madame Croque-maris - Trente Minutes de sursis - La Statue en or massif - Daisy Clover - Sweet Charity - Airport - L'Arnaque - L'Homme qui voulut être roi - Les Naufragés du 747 |
| Charles Le Maire        | 16          | 3         | - Ève - Agence Cupidon - David et Bethsabée - Ma cousine Rachel - Un refrain dans mon cœur - Le Général invincible - La Tunique - Comment épouser un millionnaire - Désirée - La Joyeuse Parade - La Colline de l'adieu - Le Seigneur de l'aventure - L'Enfant du divorce - Elle et lui - Un certain sourire - Le Journal d'Anne Frank |
| Irene Sharaff           | 15          | 5         | - Un Américain à Paris - Appelez-moi Madame - Brigadoon - Une étoile est née - Blanches colombes et vilains messieurs - Le Roi et moi - Porgy and Bess - Can-Can - West Side Story - Au rythme des tambours fleuris - Cléopâtre - Qui a peur de Virginia Woolf ? - La Mégère apprivoisée - Hello, Dolly! - De l'autre côté de minuit |
| Sandy Powell            | 15          | 3         | - Orlando - Les Ailes de la colombe - Shakespeare in Love - Velvet Goldmine - Gangs of New York - Aviator - Madame Henderson présente - Victoria : Les Jeunes Années d'une reine - La Tempête - Hugo Cabret - Carol - Cendrillon - La Favorite - Le Retour de Mary Poppins - The Irishman |
| Jean-Louis Berthault    | 14          | 1         | - Comment l'esprit vient aux femmes - L'Affaire de Trinidad - Tant qu'il y aura des hommes - Une femme qui s'affiche - Une étoile est née - Une femme diabolique - Une Cadillac en or massif - La Blonde ou la Rousse - L'Adorable voisine - Jugement à Nuremberg - Histoire d'un amour - La Nef des fous - Un hold-up extraordinaire - Millie |
| Colleen Atwood          | 12          | 4         | - Les Quatre Filles du docteur March - Beloved - Sleepy Hollow - Chicago - Les Désastreuses Aventures des orphelins Baudelaire - Mémoires d'une geisha - Sweeney Todd : Le Diabolique Barbier de Fleet Street - Nine - Alice au pays des merveilles - Blanche-Neige et le Chasseur - Into the Woods - Les Animaux fantastiques |
| Jenny Beavan            | 12          | 3         | - Les Bostoniennes - Chambre avec vue - Maurice - Retour à Howards End - Les Vestiges du jour - Raison et Sentiments - Anna et le Roi - Gosford Park - Le Discours d'un roi - Mad Max: Fury Road - Cruella - Une robe pour Mrs. Harris |
| Dorothy Jeakins         | 12          | 3         | - Jeanne d'Arc - Samson et Dalila - Ma cousine Rachel - Sous le plus grand chapiteau du monde - Les Dix Commandements - La Rumeur - The Music Man - La Nuit de l'iguane - La Mélodie du bonheur - Hawaï - Nos plus belles années - Gens de Dublin |
| Helen Rose              | 10          | 2         | - Le Grand Caruso - Les Ensorcelés - La Veuve joyeuse - La Femme rêvée - La Tour des ambitieux - Une femme en enfer - Mélodie interrompue - Les Grands de ce monde - Un mort récalcitrant - Énigme à 4 inconnues |
| Walter Plunkett         | 10          | 1         | - The Magnificent Yankee - La Dynastie des Forsyte - Femme en péril - Un Américain à Paris - The Actress - La Reine vierge - L'Arbre de vie - Comme un torrent - Milliardaire pour un jour - La Conquête de l'Ouest |
| Bill Thomas             | 10          | 1         | - Les Sept Voleurs - Spartacus - Babes in Toyland - Bon voyage ! - Le Tumulte - La Nef des fous - Daisy Clover - Le Plus Heureux des milliardaires - Le Maître des îles - L'Apprentie sorcière |
| Milena Canonero         | 9           | 4         | - Barry Lyndon - Les Chariots de feu - Out of Africa - Tucker - Dick Tracy - Titus - L'Affaire du collier - Marie-Antoinette - The Grand Budapest Hotel |
| Jacqueline Durran       | 9           | 2         | - Orgueil et Préjugés - Reviens-moi - Anna Karénine - Mr. Turner - La Belle et la Bête - Les Heures sombres - Les Filles du docteur March - Cyrano - Barbie |
| Albert Wolsky           | 7           | 2         | - Que le spectacle commence - Le Choix de Sophie - Natty Gann - Bugsy - Toys - Across the Universe - Les Noces rebelles |
| Mary Wills              | 7           | 1         | - Hans Christian Andersen et la Danseuse - Le Seigneur de l'aventure - L'Enfant du divorce - Un certain sourire - Le Journal d'Anne Frank - Les Amours enchantées - The Passover Plot |
| Anthony Powell          | 6           | 3         | - Voyages avec ma tante - Mort sur le Nil - Tess - Pirates - Hook ou la Revanche du Capitaine Crochet - 102 Dalmatiens |
| Gile Steele             | 6           | 2         | - La Valse de l'empereur - L'Héritière - Samson et Dalila - Femme en péril - Le Grand Caruso - La Veuve joyeuse |
| John Bright             | 6           | 1         | - Les Bostoniennes - Chambre avec vue - Maurice - Retour à Howards End - Les Vestiges du jour - Raison et Sentiments |
| Alexandra Byrne         | 6           | 1         | - Hamlet - Elizabeth - Neverland - Elizabeth : L'Âge d'or - Marie Stuart, reine d'Écosse - Emma. |
| Margaret Furse          | 6           | 1         | - Le Moineau de la Tamise - Becket - Le Lion en hiver - Anne des mille jours - Scrooge - Marie Stuart, reine d'Écosse |
| Patricia Norris         | 6           | 0         | - Les Moissons du ciel - Elephant Man - Victor Victoria - 2010 : L'Année du premier contact - Meurtre à Hollywood - Twelve Years a Slave |
| Danilo Donati           | 5           | 2         | - L'Évangile selon saint Matthieu - La Mandragore - La Mégère apprivoisée - Roméo et Juliette - Le Casanova de Fellini |
| Vittorio Nino Novarese  | 5           | 2         | - Échec à Borgia - Cléopâtre - L'Extase et l'Agonie - La Plus Grande Histoire jamais contée - Cromwell |
| Ann Roth                | 5           | 2         | - Les Saisons du cœur - Le Patient anglais - Le Talentueux Mr Ripley - The Hours - Le Blues de Ma Rainey |
| Renie Conley            | 5           | 1         | - Agence Cupidon - Le Général invincible - Simon le pêcheur - Cléopâtre - Caravane |
| Howard Shoup            | 5           | 0         | - Ce monde à part - La Chute d'un caïd - Claudelle Inglish - Kisses for my President - À corps perdu |
| Piero Tosi              | 5           | 0         | - Le Guépard - Mort à Venise - Ludwig : Le Crépuscule des dieux - La Cage aux folles - La traviata |
| Jacqueline West         | 5           | 0         | - Quills, la plume et le sang - L'Étrange Histoire de Benjamin Button - The Revenant - Dune - Killers of the Flower Moon |
| Orry-Kelly              | 4           | 3         | - Un Américain à Paris - Les Girls - Certains l'aiment chaud - Gypsy, vénus de Broadway |
| Mark Bridges            | 4           | 2         | - The Artist - Inherent Vice - Phantom Thread - Joker |
| Ruth E. Carter          | 4           | 2         | - Malcolm X - Amistad - Black Panther - Black Panther: Wakanda Forever |
| Catherine Martin        | 4           | 2         | - Moulin Rouge - Australia - Gatsby le Magnifique - Elvis |
| Marjorie Best           | 4           | 1         | - Les Aventures de don Juan - Géant - Sunrise at Campobello - La Plus Grande Histoire jamais contée |
| William Travilla        | 4           | 1         | - Les Aventures de don Juan - Comment épouser un millionnaire - La Joyeuse Parade - Les Loups et l'Agneau |
| Donfeld                 | 4           | 0         | - Le Jour du vin et des roses - On achève bien les chevaux - Tom Sawyer - L'Honneur des Prizzi |
| Moss Mabry              | 4           | 0         | - Géant - Madame Croque-maris - Morituri - Nos plus belles années |
| Janet Patterson         | 4           | 0         | - La Leçon de piano - Portrait de femme - Oscar et Lucinda - Bright Star |
| Arianne Phillips        | 4           | 0         | - Walk the Line - W.E. - Once Upon a Time… in Hollywood - Un parfait inconnu |
| Mary Zophres            | 4           | 0         | - True Grit - La La Land - La Ballade de Buster Scruggs - Babylon |
| James Acheson           | 3           | 3         | - Le Dernier Empereur - Les Liaisons dangereuses - Le Don du roi |
| Phyllis Dalton          | 3           | 2         | - Le Docteur Jivago - Oliver ! - Henry V |
| Piero Gherardi          | 3           | 2         | - La dolce vita - Huit et demi - Juliette des esprits |
| Ngila Dickson           | 3           | 1         | - Le Seigneur des anneaux : La Communauté de l'anneau - Le Seigneur des anneaux : Le Retour du roi - Le Dernier SamouraÏ |
| Norma Koch              | 3           | 1         | - Qu'est-il arrivé à Baby Jane ? - Chut... chut, chère Charlotte - Lady Sings the Blues |
| Michael O'Connor        | 3           | 1         | - The Duchess - Jane Eyre - The Invisible Woman |
| Gabriella Pescucci      | 3           | 1         | - Les Aventures du baron de Münchhausen - Le Temps de l'innocence - Charlie et la Chocolaterie |
| Edward Stevenson        | 3           | 1         | - Le Moineau de la Tamise - David et Bethsabée - Voulez-vous pêcher avec moi ? |
| Marik Vos-Lundh         | 3           | 1         | - La Source - Cris et Chuchotements - Fanny et Alexandre |
| Janty Yates             | 3           | 1         | - Gladiator - Napoléon - Gladiator 2 |
| Ray Aghayan             | 3           | 0         | - Gaily, Gaily - Lady Sings the Blues - Funny Lady |
| Consolata Boyle         | 3           | 0         | - The Queen - Florence Foster Jenkins - Confident royal |
| Donald Brooks           | 3           | 0         | - Le Cardinal - Star! - Darling Lili |
| Morton Haack            | 3           | 0         | - La Reine du Colorado - La Planète des Singes - What's the Matter with Helen? |
| Bob Mackie              | 3           | 0         | - Lady Sings the Blues - Funny Lady - Tout l'or du ciel |
| Judianna Makovsky       | 3           | 0         | - Pleasantville - Harry Potter à l'école des sorciers - Pur Sang, la légende de Seabiscuit |
| Anna B. Sheppard        | 3           | 0         | - La Liste de Schindler - Le Pianiste - Maléfique |
| William Ware Theiss     | 3           | 0         | - En route pour la gloire - Les Joyeux Débuts de Butch Cassidy et le Kid - Pied au plancher |
| Theadora Van Runkle     | 3           | 0         | - Bonnie et Clyde - Le Parrain, 2e partie - Peggy Sue s'est mariée |
| Tony Walton             | 3           | 0         | - Mary Poppins - Le Crime de l'Orient-Express - The Wiz |
| Miles White             | 3           | 0         | - Sous le plus grand chapiteau du monde - La Joyeuse Parade - Le Tour du monde en quatre-vingts jours |
| Paul Zastupnevich       | 3           | 0         | - L'Aventure du Poséidon - L'Inévitable Catastrophe - Le Jour de la fin du monde |
| Cecil Beaton            | 2           | 2         | - Gigi - My Fair Lady |
| Elizabeth Haffenden     | 2           | 2         | - Ben-Hur - Un homme pour l'éternité |
| John Mollo              | 2           | 2         | - Star Wars, épisode IV : Un nouvel espoir - Gandhi |
| Yvonne Blake            | 2           | 1         | - Nicolas et Alexandra - On l'appelait Milady |
| Eiko Ishioka            | 2           | 1         | - Dracula - Blanche-Neige |
| Elois Jenssen           | 2           | 1         | - Samson et Dalila - Tron |
| Barbara Karinska        | 2           | 1         | - Jeanne d'Arc - Hans Christian Andersen et la Danseuse |
| Theodor Pistek          | 2           | 1         | - Amadeus - Valmont |
| Richard Taylor          | 2           | 1         | - Le Seigneur des anneaux : La Communauté de l'anneau - Le Seigneur des anneaux : Le Retour du roi |
| Paul Tazewell           | 2           | 1         | - West Side Story - Wicked |
| Arlington Valles        | 2           | 1         | - La Dynastie des Forsyte - Spartacus |
| Lisy Christl            | 2           | 0         | - Anonymous - Conclave |
| Dave Crossman           | 2           | 0         | - Napoléon - Gladiator 2 |
| Sharen Davis            | 2           | 0         | - Ray - Dreamgirls |
| Paco Delgado            | 2           | 0         | - Les Misérables - Danish Girl |
| René Hubert             | 2           | 0         | - Désirée - La Rancune |
| John Jensen             | 2           | 0         | - Les Dix Commandements - Les Boucaniers |
| Ralph Jester            | 2           | 0         | - Les Dix Commandements - Les Boucaniers |
| Joanna Johnston         | 2           | 0         | - Lincoln - Alliés |
| Anna Hill Johnstone     | 2           | 0         | - Le Parrain - Ragtime |
| Irene Lentz             | 2           | 0         | - L'Indomptée - Piège à minuit |
| Anthony Mendleson       | 2           | 0         | - Les Griffes du lion - The Incredible Sarah |
| Herschel McCoy          | 2           | 0         | - Quo Vadis - La Femme rêvée |
| Maurizio Millenotti     | 2           | 0         | - Otello - Hamlet |
| Judy Moorcroft          | 2           | 0         | - Les Européens - La Route des Indes |
| Ruth Myers              | 2           | 0         | - La Famille Addams - Emma, l'entremetteuse |
| Mary Ann Nyberg         | 2           | 0         | - Tous en scène - Une étoile est née |
| Massimo Cantini Parrini | 2           | 0         | - Pinocchio - Cyrano |
| Bob Ringwood            | 2           | 0         | - Empire du soleil - Troie |
| Shirley Russell         | 2           | 0         | - Agatha - Reds |
| Luis Sequeira           | 2           | 0         | - La Forme de l'eau - Nightmare Alley |
| Anthea Sylbert          | 2           | 0         | - Chinatown - Julia |
| Joe I. Tompkins         | 2           | 0         | - Marjorie - Les Nuits de Harlem |
| Deni Vachlioti          | 2           | 0         | - Jamais le dimanche - Phaedra |
| Julie Weiss             | 2           | 0         | - L'Armée des douze singes - Frida |